# Navicella

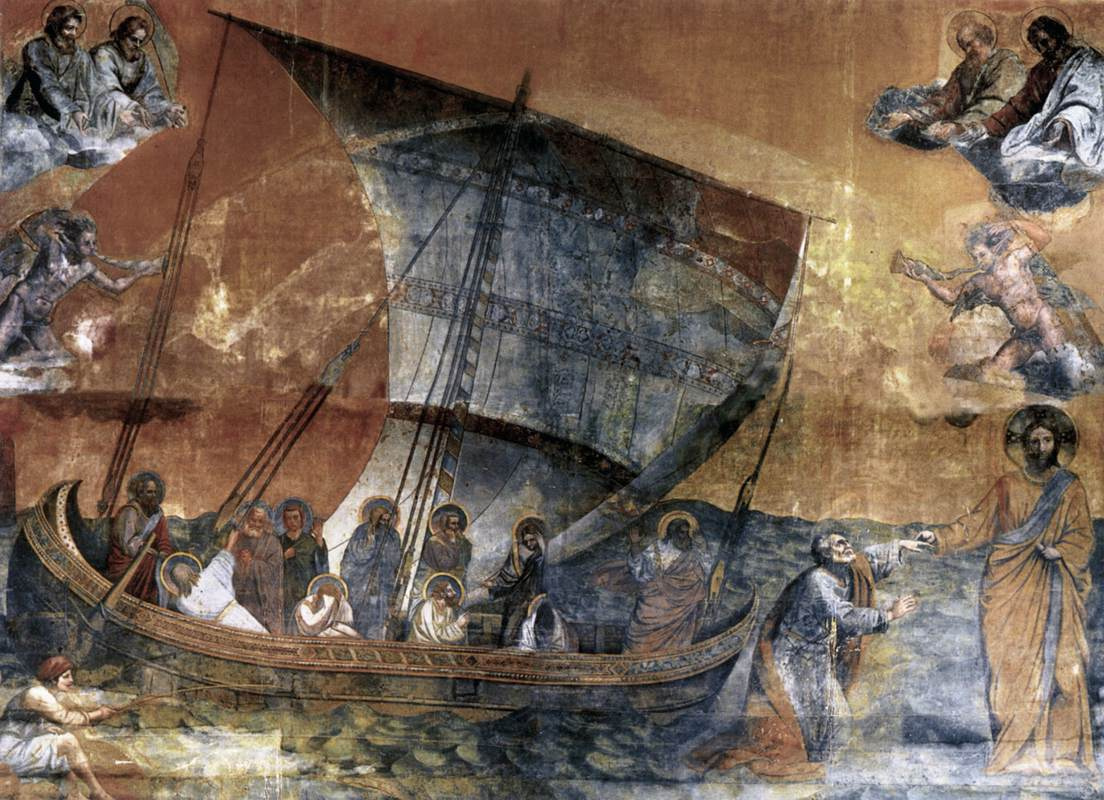
Navicella (Kopie)

Die bekannteste Navicella (italienisch, Schifflein) ist eine Darstellung des Schiffleins Petri von Giotto, die seit 1298 die Fassade der alten Petersbasilika in Rom (des Vorgängerbaus des heutigen Petersdoms) schmückte, der Begriff bezeichnet jedoch primär das Schiff des Apostels Petrus an sich. Das Mosaik gilt als eines der berühmtesten Werke Giottos. Es wurde im Verlauf des 16. Jahrhunderts während des unter Papst Julius II. begonnenen Neubaus der Basilika von seinem ursprünglichen Standort abgetragen. Nachdem man das Werk in den folgenden Jahren mehrmals umplatziert hatte, wurde es schließlich bei einem Unwetter im Jahr 1606 so stark beschädigt, dass eine Restaurierung unmöglich war. 1674 erteilte Papst Clemens X. dem Mosaikkünstler Orazio Manenti den Auftrag, die Navicella im Petersdom neu zu erschaffen. Manenti bediente sich dabei des damals zeitgenössischen barocken Stils und übernahm lediglich das ursprüngliche Bildprogramm aus dem Matthäus-Evangelium mit dem Schiff der Apostel auf dem See Genezareth und Petrus, der beim Versuch, Jesus entgegenzugehen, zu versinken droht (Mt 14:22-33). Bis heute befindet sich das Mosaik über dem mittleren Portal des Portikus.
Eine andere Navicella steht in Rom vor der Kirche Santa Maria in Domnica auf der Piazza della Navicella als Mittelstück des von Papst Leo X. in Auftrag gegebenen Brunnens, der „Fontana della Navicella“: ein Marmorschiff nach einem verlorenen antiken Original.